# Plaxiphora biramosa
Plaxiphora biramosa är en blötdjursart som först beskrevs av Jean René Constant Quoy och Joseph Paul Gaimard 1835.  Plaxiphora biramosa ingår i släktet Plaxiphora och familjen Mopaliidae. Inga underarter finns listade i Catalogue of Life.